# خانه باقری (رفسنجان)
خانه باقری مربوط به دوره پهلوی اول است و در رفسنجان، خیابان امام خمینی، روبروی شیرینی فروشی حاج خلیفه واقع شده و این اثر در تاریخ ۷ مهر ۱۳۸۱ با شمارهٔ ثبت ۶۱۲۶ به‌عنوان یکی از آثار ملی ایران به ثبت رسیده‌است.